# Henckeløyane
Henckeløyane est un archipel norvégien constitué de cinq petites îles et îlots situés dans le Ginevrabotnen à environ quatre kilomètres au nord-ouest de Barentsøya, Svalbard.
Au total, l'archipel a une superficie d'environ 4 hectares.
On ne connait pas l'origine de ce nom. On sait par contre que ce nom était déjà usité en 1871.